# Фудбалска репрезентација Лихтенштајна
Фудбалска репрезентација Лихтенштајна је фудбалски тим који представља Лихтенштајн на међународним такмичењима и под контролом је Фудбалског савеза Лихтенштајна.

## Историја
Први меч који је репрезентација одиграла је био незваничан меч против Малте у Сеулу, одигран је 1981. и резултат је био 1:1. А први званичан меч су одиграли две године касније, где су поражени 0:1 од Швајцарске. Највећа победа Лихтенштајна, победа од 4:0 против Луксембурга у квалификацијама за Светско првенство 2006. 13. октобра 2004, је била и прва победа Лихтенштајна у гостима и прва победа у свим квалификацијама за Светско првенство. Највећи пораз Лихтенштајн је доживео 1996. године, када је у квалификацијама за Светско првенство 1998. изгубио са чак 11:1 од Македоније. Лихтенштајн је једина земља која је изгубила од Сан Марина и то у пријатељској утакмици која је одиграна 28. априла 2004, а резултат је био 1:0.

## Успеси

### Светска првенства
| Година       | Коло                  |
| ------------ | --------------------- |
| 1930 до 1990 | Није учествовала      |
| 1994 до 2022 | Није се квалификовала |
| Укупно       | 0/22                  |

### Европска првенства
| Година       | Коло                  |
| ------------ | --------------------- |
| 1960 до 1992 | Није учествовала      |
| 1996 до 2024 | Није се квалификовала |
| Укупно       | 0/17                  |

### Лига нација
| Рекорди у УЕФА Лиги нација | Рекорди у УЕФА Лиги нација | Рекорди у УЕФА Лиги нација | Рекорди у УЕФА Лиги нација | Рекорди у УЕФА Лиги нација | Рекорди у УЕФА Лиги нација | Рекорди у УЕФА Лиги нација | Рекорди у УЕФА Лиги нација | Рекорди у УЕФА Лиги нација | Рекорди у УЕФА Лиги нација | Рекорди у УЕФА Лиги нација |
| Сезона                     | Лига                       | Група                      | ИГ                         | П                          | Н                          | И                          | ГД                         | ГП                         | П/И                        | Поз.                       |
| -------------------------- | -------------------------- | -------------------------- | -------------------------- | -------------------------- | -------------------------- | -------------------------- | -------------------------- | -------------------------- | -------------------------- | -------------------------- |
| 2018/19.                   | Д                          | 4                          | 6                          | 1                          | 1                          | 4                          | 7                          | 12                         | Same position              | 52.                        |
| 2020/21.                   | Д                          | 2                          | 4                          | 1                          | 2                          | 1                          | 3                          | 2                          | Same position              | 51.                        |
| 2022/23.                   | Д                          | 1                          | 6                          | 0                          | 0                          | 6                          | 1                          | 11                         | Same position              | 55.                        |
| Укупно                     | Укупно                     | Укупно                     | 16                         | 2                          | 3                          | 11                         | 11                         | 25                         |                            |                            |

## Рекорди
Ажурирано 3. април 2021.

### Највише наступа
| Бр. | Играч            | Наступи | Период     |
| --- | ---------------- | ------- | ---------- |
| 1   | Петер Јеле       | 132     | 1998—2018  |
| 2   | Марио Фрик       | 125     | 1993—2015  |
| 3   | Мартин Стоклаза  | 113     | 1996—2014  |
| 4   | Франц Бургмајер  | 112     | 2001—2018  |
| 5   | Томас Бек        | 92      | 1998—2013  |
| 6   | Мартин Бихел     | 87      | 2004—данас |
| 7   | Микеле Полверино | 79      | 2007—2019  |
| 8   | Данијел Хаслер   | 78      | 1993—2007  |
| 9   | Николас Хаслер   | 75      | 2010—данас |
| 10  | Мартин Телзер    | 73      | 1996—2007  |

### Најбољи стрелци
| Бр. | Играч            | Голови | Период     |
| --- | ---------------- | ------ | ---------- |
| 1   | Марио Фрик       | 16     | 1993—2015  |
| 2   | Франц Бургмајер  | 9      | 2001—2018  |
| 3   | Микеле Полверино | 6      | 2007—2019  |
| 4   | Николас Хаслер   | 5      | 2010—данас |
| 4   | Томас Бек        | 5      | 1998—2013  |
| 4   | Мартин Стоклаза  | 5      | 1996—2014  |
| 7   | Денис Салановић  | 4      | 2014—данас |

## Селектори
- Дитрих Вајс (1994-1996)
- Алфред Ридл (1997-1998)
- Ралф Лус (1998-2003)
- Валтер Хорман (2003-2004)
- Мартин Андермат (2004-2006)
- Ханс-Питер Зауг (2006-2012)
- Рене Паурич (2013-тренутно)